# Лю Вэй (боксёр)
Лю Вэй (кит. 刘伟; род. 27 ноября 1987, Ухань) — китайский боксёр, представитель полусредней весовой категории. Выступал за национальную сборную КНР по боксу в 2012—2017 годах, бронзовый призёр чемпионата мира, победитель и призёр многих турниров международного значения, участник летних Олимпийских игр в Рио-де-Жанейро.

## Биография
Лю Вэй родился 27 ноября 1987 года в городе Ухань провинции Хубэй, КНР.
Впервые заявил о себе в боксе в 2011 году, выиграв серебряную медаль на чемпионате Китая — в финале полусредней весовой категории его победил Цюн Маймайтитуэрсунь.
В 2012 году уже был лучшим в зачёте китайского национального первенства, вошёл в состав китайской национальной сборной и выступил на Кубке химии в Галле.
На чемпионате Китая 2013 года вновь уступил в финале Цюн Маймайтитуэрсуню.
В 2014 году взял бронзу на Мемориале Странджи в Софии и серебро на Кубке химии в Галле, одержал победу на международном турнире Хиральдо Кордова Кардин в Гаване, боксировал на Азиатских играх в Инчхоне.
В 2015 году вновь победил в зачёте китайского национального первенства, выступил на чемпионате Азии в Бангкоке, проиграв в четвертьфинале казаху Данияру Елеусинову, побывал на чемпионате мира в Дохе, откуда привёз награду бронзового достоинства — уступил здесь представителю Марокко Мохаммеду Рабии. Также в этом сезоне неоднократно принимал участие в матчевых встречах полупрофессиональной лиги World Series of Boxing, где представлял команду «Китайские драконы».
Благодаря удачному выступлению на чемпионате мира удостоился права защищать честь страны на летних Олимпийских играх 2016 года в Рио-де-Жанейро. Уже в стартовом поединке категории до 69 кг единогласным решением судей потерпел поражение от литовца Эймантаса Станёниса и сразу же выбыл из борьбы за медали.
После Олимпиады в Рио Лю ещё в течение некоторого времени оставался в составе боксёрской команды Китая и продолжал принимать участие в крупнейших международных турнирах. Так, в 2017 году он выиграл бронзовую медаль на Мемориале Иштвана Бочкаи в Дебрецене и выступил на чемпионате Азии в Ташкенте, где в четвертьфинале полусреднего веса был остановлен казахом Аблайханом Жусуповым.